# 송남중학교
송남중학교(松南中學校)는 대한민국 충청남도 아산시 송악면 역촌리에 있는 공립 중학교이다.

## 학교 연혁
- 1971년 1월 16일 : 송남중학교 설립인가(6학급)
- 1971년 3월 12일 : 개교(2학급 147명)
- 2023년 9월 1일 : 제21대 권병렬 교장 부임
- 2025년 1월 6일 : 제52회 졸업식(64명), 졸업생 누계: 4,469명
- 2025년 3월 4일 : 2025학년도 입학(신입생 70명, 남31명, 여39명)

## 참고 자료
- 송남중학교 - 한국교육학술정보원 학교알리미